# Drapelul Burundiului

Proporțiile drapelului: 3:5

Drapelul național al Burundi a fost adoptat oficial pe 28 martie 1967. Verdele simbolizează speranța, albul simbolizează puritatea, iar roșul lupta pentru independență (sângele). Drapelul are ca bază o saltire albă, care împarte drapelul în patru zone, două verzi, două roșii. În centru se află un cerc care conține trei stele, care repreintă cele trei mari grupuri etnice din Burundi: Hutu, Twa și Tutsi. Cele trei stele mai simbolizează și cele trei elemente ale motto-ului național: unitate, muncă și progres.

## Foste drapele

Drapel de la 1 iulie 1962 până pe 28 noiembrie 1966
Drapel folosit pe 28 noiembrie și 29 noiembrie 1966
Drapel de la 29 noiembrie 1966 până pe 28 martie 1967
Drapel de pe 28 martie 1967 până pe 27 septembrie 1982